# Lepidodexia hirculus
Lepidodexia hirculus är en tvåvingeart som först beskrevs av Daniel William Coquillett 1910.  Lepidodexia hirculus ingår i släktet Lepidodexia och familjen köttflugor.
Artens utbredningsområde är Texas. Inga underarter finns listade i Catalogue of Life.